# Terre de Sabine
La Terre de Sabine est un territoire norvégien situé au centre du Spitzberg, au Svalbard. La Terre de Sabine est délimitée à l'ouest par le Sassenfjorden (un bras de Isfjorden) et le Tempelfjorden et à l'est par le Storfjorden. Au nord-ouest la Terre de Sabine rejoint la Terre de Bünsow et au nord-est la Terre d'Olav V. Au sud, la Terre de Sabine rejoint la Terre de Heer et au sud-ouest la Terre de Nordenskiöld
La Terre de Sabine est vallonnée. Elle dépasse 1 000 m d'altitude avec la montagne de Langtunafjella. Il n'y a ni localité ni traces d'habitations dans la Terre de Sabine. Le nord-ouest du territoire fait partie du Parc national de Sassen-Bünsow Land.
La terre est nommée d'après l'astronome irlandais et le géophysicien Edward Sabine (1788-1883). Parmi les lieux où il a fait ses observations au pendule on compte la Norvège, le Spitzberg et le Groenland de l'Est en 1823.